# Матвеева, Лидия Владимировна
Ли́дия Влади́мировна Матве́ева (род. 24 июня 1948) — советский и российский психолог, доктор психологических наук, профессор кафедры методологии психологии факультета психологии Московского государственного университета имени М. В. Ломоносова. Руководитель научно-исследовательской группы «Психология массовой коммуникации» и руководитель секции «Психология СМИ» Российского психологического общества. Академик Международной академии телевидения и радио (IATR).

## Образование
- В 1972 году окончила факультет психологии МГУ.
- 1981—1984 гг. — училась в мастерской профессора С. А. Муратова на кафедре радио и телевидения факультета журналистики МГУ им. М. В. Ломоносова.

### Учёные степени и звания
- Кандидат психологических наук, кандидатская диссертация на тему «Электрофизиологические корреляты сенсорно-перцептивных процессов» (1976).
- Доктор психологических наук, докторская диссертация на тему «Общение в сфере телевидения» защищена (с 2000).
- Учёное звание старшего научного сотрудника (с 1990).
- Учёное звание — профессор кафедры методологии психологии (с 2011).

## Деятельность

### Факультет психологии МГУ имени М. В. Ломоносова
- Июнь 1981 г. — февраль 2001 г. — старший научный сотрудник кафедры общей психологии.
- Февраль 2001 г. — июнь 2008 г. — ведущий научный сотрудник кафедры общей психологии.
- С июня 2008 г. — по настоящее время — профессор кафедры методологии психологии.
- С 1983 года руководит межкафедральной научно-исследовательской группой «Психология массовых коммуникаций», где исследуются проблемы воздействия СМИ на психику человека, проблемы психологической безопасности человека в информационном глобальном пространстве. Данная группа активно сотрудничает с факультетом журналистики МГУ им. М. В. Ломоносова, в частности в 2001—2004 гг. был осуществлен междисциплинарный научный проект «Фактор информационной безопасности в телевизионной и рекламной коммуникации».
- Является членом диссертационного совета № Д 501.001.14 факультета психологии МГУ имени М. В. Ломоносова[5].
- Активно ведёт научную работу со студентами и аспирантами по изучению психологических проблем, связанных с деятельностью СМИ в современном обществе, проблем воздействия телевидения и рекламы на психику человека.

### Другие сферы деятельности
- С 1981 года состоит в Российском психологическом обществе (РПО).

В 1985—1986 годах читала курс лекций «Теория и практика монтажа: организация зрительского восприятия» на Высших курсах сценаристов и режиссёров
- С 1986 по 1990 гг. руководила научной работой на тему «Психологические аспекты эффективности ТВ как средства массовой информации и пропаганды» по заказу зампреда госкомитета по телевидению и радиовещанию Г. З. Юшкявичюса .
- С 1987 по 1991 гг. являлась консультантом информационной программы «Время» и молодёжной редакции Центрального телевидения и радио.
- С 1989 по 1990 гг. работала доцентом в Институте повышения квалификации работников радио и телевидения.
- С 1993 по 1997 гг. занимала должность главного психолога компании «Видео Интернешнл». За это время был накоплен большой практический материал, который был обобщен Л. В. Матвеевой в докторской диссертации на тему «Общение в сфере телевидения»[8], защищенной в 2000 году, и в коллективной монографии «Психология телевизионной коммуникации».
- С 2007 года является академиком Международной академии телевидения и радио (IATR), принимает активное участие в программе повышения квалификации работников радио и телевидения.
- Работает профессором кафедры массовой коммуникации и связи с общественностью в Дипломатической Академии МИД РФ, является экспертом РГНФ.
- С 2012 года является членом общественного совета при Уполномоченном при Президенте Российской Федерации по правам ребёнка, а также членом экспертной комиссии при Роскомнадзоре.

### Экспертная деятельность и критика
Профессор Л. В. Матвеева является аккредитованным экспертом в сфере массовых коммуникаций Роскомнадзора. Проводила большое количество экспертиз, но наибольший общественный резонанс вызвала её (совм. с другими экспертами) экспертиза медиа-материалов сообщества «Дети 404», заключившей, что они «содержат в себе элементы как скрытой, так и явной пропаганды нетрадиционных сексуальных отношений». С публичной критикой выводов данной экспертизы выступили в СМИ: заведующая кафедрой психогенетики факультета психологии МГУ М. С. Егорова, а также ряд сотрудников Психологического института РАО.

### Область научных интересов
- Психофизиология;
- Психология публичной коммуникации;
- Психология переговоров и психология имиджа;
- Психология массовой коммуникации, личностные эффекты, общепсихологические механизмы данного феномена;
- Психология опосредствованного общения и формирования искусственной коммуникативной среды жизнедеятельности человека в глобальном информационном пространстве;
- Психологический анализ телевизионного общения;
- Информационная и психологическая безопасность в телевизионной и рекламной коммуникации;
- Телевизионное взаимодействие в аспекте информационной безопасности;
- Категориальная структура образа России в телевизионной коммуникации в аспекте национальной безопасности.

### Награды
- 2005 — Благодарность ректора МГУ имени М. В. Ломоносова;
- 2008 — Большая Академическая медаль IATR;
- 2011 — Благодарность Общественной палаты РФ;
- 2013 — Благодарность и премирование ректора МГУ в связи с 65-летием;
- 2014 — Благодарность Уполномоченного при Президенте РФ по правам ребёнка.

## Публикации
Л. В. Матвеева — автор более 100 научных работ, опубликованных в отечественных и зарубежных изданиях.
Например:
- «Экранный образ и личностные особенности телеведущих» (в соавторстве с Аникеевой Т. Я., Молчановой Ю. В., 1991);
- «Связь с аудиторией в телекоммуникации» (в соавторстве со Шкопоровым Н. Б., 1990).

Среди работ есть две коллективные монографии:
- «Психология телевизионной коммуникации» (в соавторстве с Аникеевой Т. Я., Мочаловой Ю. В., 2004);
- «Информационная и психологическая безопасность в СМИ» (под ред. Я. Н. Засурского, Ю. П. Зинченко, Л. В. Матвеевой, Е. Л. Вартановой, А. И. Подольского, 2008).